# Bahra (Mellrichstadt)

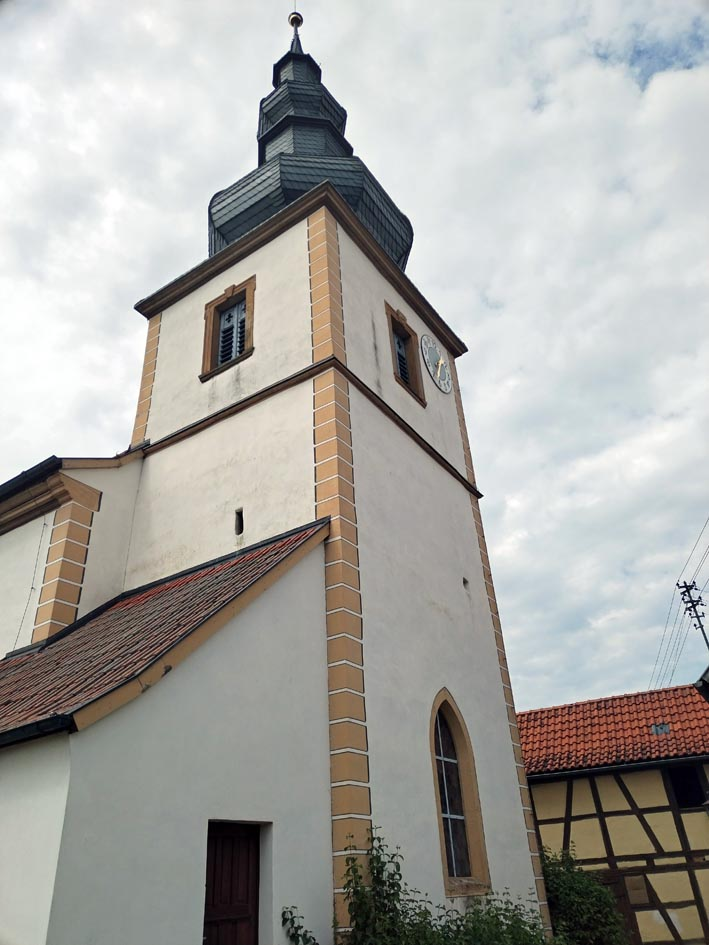
Kirche von Bahra

Bahra ist ein Gemeindeteil der Stadt Mellrichstadt im unterfränkischen Landkreis Rhön-Grabfeld in Bayern.

## Geografische Lage
Das Kirchdorf liegt im unterfränkischen Teil des Grabfelds an der Grenze zu Thüringen. Durch den Ort fließt der gleichnamige Bach Bahra, welcher ein Zufluss der  Streu (Fränkische Saale) ist.

## Geschichte
Der Ort Bahra wurde erstmals im Jahr 1115 geschichtlich erwähnt. Zu dieser Zeit gehörte er zur Grafschaft Grafschaft Henneberg und wurde an das Kloster Fulda geschenkt. Im 14. Jahrhundert wurde eine Kirche erbaut, 1717 erfolgte eine Turmerhöhung. Seit 1404 befand sich Bahra im Besitz der Herren von Bibra. Kirchlich gehörte es zur Pfarrei Mellrichstadt, dessen Hauptort zum Hochstift Würzburg gehörte. Nach der Einführung der Reformation hoben die Herren von Bibra nach 1555 die Pfarrzugehörigkeit zum katholischen Mellrichstadt auf und übertrugen die Seelsorge dem lutherischen Prediger im hennebergischen Hendungen, der nun auch die Abgaben erhielt, die bis dahin an Mellrichstadt geflossen waren.
Nachdem die Grafen von Henneberg im Jahr 1583 ausgestorben waren, kam der Pfarreiort Hendungen unter gemeinsame Verwaltung der ernestinischen und albertinischen Wettiner. Als Hendungen aufgrund des Schleusinger Vertrags 1586 mit einigen anderen Orten an das Hochstift Würzburg vertauscht wurde, setzte dort sofort die Gegenreformation ein. Daraufhin zogen die Herren von Bibra den Ort Bahra von Hendungen ab und machten ihn stattdessen im Jahr 1591 zur Filiale vom Rappershausen, welches im sächsischen Amt Römhild lag. Auch die Abgaben, die bisher an den Pfarrer in Hendungen geflossen waren, gingen von da an nach Rappershausen. 1598 erfolgte deswegen Klage vor dem Reichskammergericht, wobei Hendungen jedoch „kein günstiges Urteil erlangte“. Am 15. Februar 1637 erwarb Philipp Albrecht Truchseß von Wetzhausen zu Sternberg den Ort Bahra von Hans Kaspar von Bibra zu Höchheim, Rudolph von Hanstein und Georg Rudolph Mellen zu Haina. Ab dem Jahr 1675 ist ein Lehrer in Bahra nachweisbar; aus dem Jahre 1689 ist eine Dorfordnung bekannt.
Mit dem Reichsdeputationshauptschluss von 1803 setzte die Mediatisierung reichsunmittelbarer Stände in größerem Maßstab ein. Durch die Rheinbundakte von 1806 wurde auch die reichsunmittelbare Herrschaft über Bahra aufgehoben und dem Großherzogtum Würzburg einverleibt. Mit der Auflösung des Rheinbundes 1814 endete auch die Existenz des Großherzogtums Würzburg. Durch Beschluss des Wiener Kongresses fiel es größtenteils an das Königreich Bayern. Im Zuge der Verwaltungsreformen in Bayern entstand mit dem Gemeindeedikt von 1818 die heutige Gemeinde. Der Ort gehörte ab 1817 zum Untermainkreis, der 1838 in Unterfranken und Aschaffenburg (später nur noch Unterfranken) umbenannt wurde. Seit 1918 liegt Bahra im Freistaat Bayern.
Am 1. April 1973 wurde Bahra in die Stadt Mellrichstadt eingegliedert, nachdem zuvor bereits die Volksschule Bahra im Jahr 1965 der evangelischen Verbandsschule Mellrichstadt angegliedert worden war.

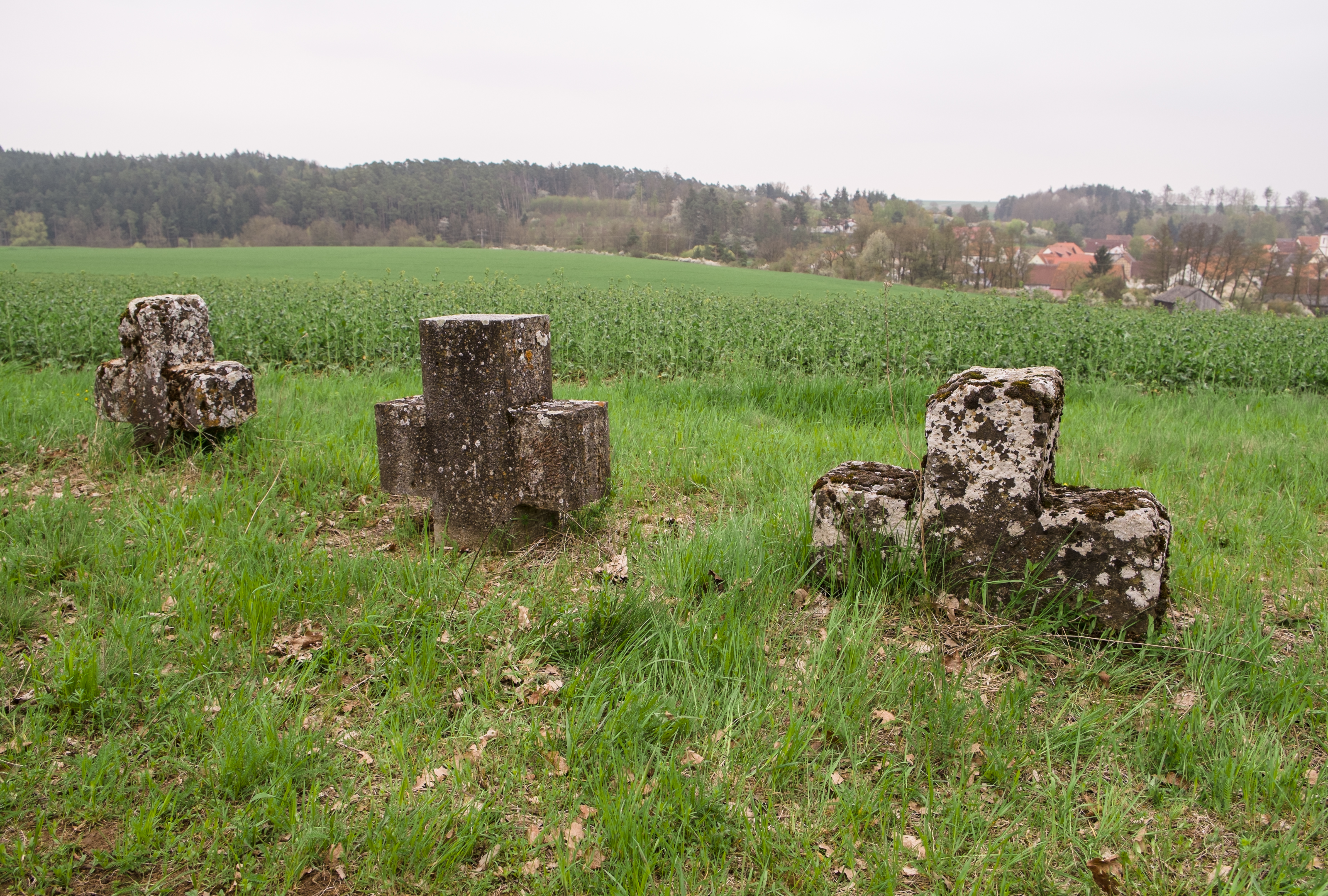
Steinkreuze aus dem 17. Jahrhundert

### Religionen
Die evangelische Gemeinde im Ort gehört zur Pfarrei Mühlfeld im Evangelisch-Lutherischen Dekanat Bad Neustadt an der Saale. Die Evangelische Kirche stammt aus dem 14. Jahrhundert.

### Baudenkmäler
→Liste der Baudenkmäler in Mellrichstadt#Bahra